# 中国共产党第七届中央委员会第四次全体会议
中国共产党第七届中央委员会第四次全体会议，简称中共七届四中全会，是指中国共产党在1954年2月6日至10日在北京召开的一次全体会议。
出席全会的正式中央委员35人，候补中央委员26人，其他与会人员62人。刘少奇主持会议，并代表中共中央政治局向全会作了报告。全会高度评价了中共七届三中全会以来中央政治局的工作，并批准了中央政治局提出的过度阶段时期的总路线；讨论了第一个五年计划。并讨论党的团结问题，通过《关于增强党的团结的决议》，对高岗饶漱石事件展开了批评。
当时中共中央主席毛泽东在杭州主持宪法会议，没有参加此次会议。